# Buřňáček malý
Buřňáček malý (Hydrobates pelagicus) je jediným druhem monotypického rodu Hydrobates z čeledi buřňáčkovitých. Patří mezi nejmenší mořské ptáky vůbec.

## Výskyt
Tento migrující pták hnízdí v květnu až červnu na evropských pobřežích Atlantského oceánu a Středozemního moře na odlehlých místech bez savčích dravců. Se zvyšující se zeměpisnou šířkou se zvětšuje i počet zahnízděných ptáků. Nejvíce jich lze nalézt (počty párů v tisících) na Faerských ostrovech 150 až 400, na Islandu a v Irsku 50 až 100, ve Velké Británii 20 až 150 a v Norsku 1 až 10. Přes tisíc kusů se ještě dostávají Malta, Španělsko, Itálie a Kanárské ostrovy. Současná evropská populace v roce 2004 čítala asi 1,3 až 1,5 miliónů jedinců, což se odhaduje na 95 % všech.
Po hnízdění, v září až listopadu, táhne podél západního pobřeží Afriky v protisměru úživného Benguelského studeného mořského proudu až k mysu Dobré naděje a někteří pak ještě na východ do Indického oceánu. Cestou bývá vzácně spatřen v Baltském i Černém moři. Občas zabrousí v malém počtu i na pobřeží Severní Ameriky.
Do vnitrozemí Evropy ani Afriky nezalétá, občas je tam ale zahnán větrnou bouří kterou obvykle přečkává nad mořem. Bývá výjimečně nalezen i na území České republiky, vždy ve špatném stavu nebo již uhynulý. Za posledních asi 130 let to bylo prokazatelně asi 8krát, v posledních letech byl objeven již mrtvý v roce 2006 v Českém ráji na rybníku Žabakor a v lednu 2025 v Novém Malíně.

## Popis
Buřňáček malý je drobný ptáček velikosti rorýse obecného, váží 23 až 29 gramů, bývá velký 14 až 18 cm a rozpětí křídel má 36 až 39 cm. Jeho černý, krátký, zahnutý zobák má na horní čelisti trubkovitou dlouhou nozdru. Nad ní je vyvedena solná žláza, která vylučuje z těla přebytečnou sůl spolykanou při lovu. Černé nohy jsou tenké, mezi třemi prsty má plovací blánu.
Jeho podsaditá, zaoblená křídla jsou adaptovaná pro plachtění při migračních přesunech (denně uletí až 200 km) i pro nízký třepotavý let nad hladinou při lovu, někdy připomínající netopýra. Naopak špatné chodí po pevné zemi, na kterou vstupuje jen při rozmnožování, na mořské hladině odpočívá i spí.
Barva peří je černá, jen kostřec (místo nad kořenem ocasu) a spodek krátkého ocasu jsou bílé. Také na křídlech zespodu má bílý pruh.

## Stravování
Buřňáček malý se živí mořskou živočišnou potravou, kterou sbírá na hladině nebo se za ní jen mělce potápí, většinou velmi daleko od pevniny. Na vodu přitom nesedá, ale udržuje se třepotavým letem nízko nad ní, pomáhá si odrážením nohama od hladiny. Loví drobné rybičky, korýše, chobotnice, medúzy, utopený hmyz, případně i velrybí výkaly. Je také věrným průvodcem rybářských lodí a snaží se získat vyhozené zbytky nebo ulovit nějakou rybičku při vytahování sítí. Nepohrdne ani uhynulým živočichem plovoucím po hladině.

## Rozmnožování

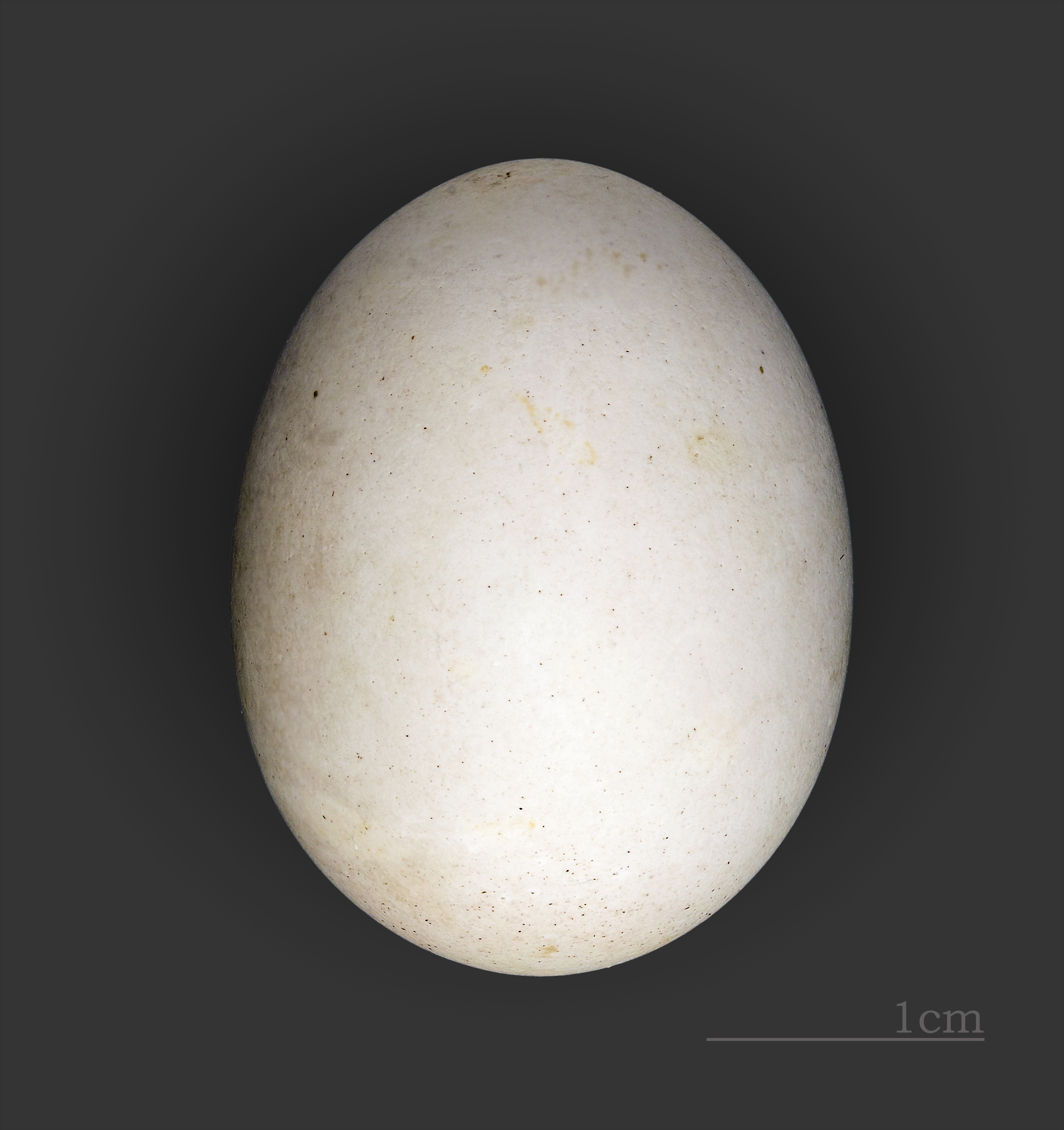
Vejce buřňáčka malého

Hnízda si staví ve skalních rozsedlinách, pod kameny nebo v norách. Hrabe si ji v měkké půdě drápy na nohou a zobákem, nebo používá staré od jiných druhů. Hnízdo nebo noru, i přes metr dlouhou, budují a přilétají z moře i odlétají zpět výhradně v noci, chrání se tak před predátory. Samice snese jedno bílé vejce jehož inkubace trvá 42 dnů, při sezení se oba rodiče střídají. Po vylíhnutí mládě ještě asi týden zahřívají a krmí olejnatou tekutinou ze žaludku. Do plného opeření, kterého dosáhne za 64 až 70 dnů od vylíhnutí, mládě krmí potravou z moře přinášenou ve voleti, zpočátku částečně natrávenou. Pak se tento dospělec učí sám létat a lovit potravu, rozmnožovat se začíná až za dva až čtyři roky. Buřňáček malý je na svou velikost dlouhověký pták, dožívá se v průměru 20 let.

## Taxonomie
Někdy je druh buřňáček malý rozdělován do dvou poddruhů:
- Hydrobates pelagicus L., 1758 subsp. pelagicus
- Hydrobates pelagicus L., 1758 subsp.  militensis Schembri, 1843 (někdy melitensis)

První poddruh hnízdí v severní Evropě, druhý ve Středomoří.